# Pancho Villa (film, 1968)
Pour les articles homonymes, voir Pancho Villa (homonymie).
Pour plus de détails, voir Fiche technique et Distribution.
Pancho Villa (titre original : Villa Rides) est un film américain réalisé par Buzz Kulik, sorti en 1968.

## Synopsis
À la frontière américano-mexicaine, un avion en mauvais état se pose dans un champ. Lee Arnold, le pilote de l'avion, remet des armes au capitaine Pancho Ramirez, chef des insurgés Colorados contre le président mexicain Madero. 
En guise de remerciement, Ramirez lui offre une ceinture pleine d'or. Se rendant chez un forgeron pour y passer la nuit, Arnold fait la connaissance de Fina dont il s'éprend. Le lendemain, le village est attaqué par les troupes de Ramirez, saccageant, tuant et violant. À proximité, Pancho Villa, qui a été témoin de la scène, envoie ses hommes attaquer les troupes de Ramirez et les fait prisonniers.
Mais, peu après, Fierro, son lieutenant, les abat. Horrifié par une telle barbarie, Arnold propose un marché à Villa. Petit à petit, une amitié se crée entre les deux hommes.

## Fiche technique
- Titre original : Villa rides
- Réalisation : Buzz Kulik
- Scénario : William Douglas Lansford (en), Sam Peckinpah (1re version) et Robert Towne d'après le roman de William Douglas Lansford
- Directeur de la photographie : Jack Hildyard
- Montage : David Bretherton
- Musique : Maurice Jarre
- Genre : Film de guerre, Western
- Pays :  États-Unis
- Durée : 125 minutes
- Interdit aux moins de 12 ans
- Date de sortie :
  -  États-Unis : 17 juillet 1968
  -  Allemagne de l'Ouest : 20 septembre 1968

## Distribution
- Yul Brynner (VF : Serge Sauvion) : Pancho Villa
- Robert Mitchum (VF : André Valmy) : Lee Arnold
- Charles Bronson (VF : Claude Bertrand) : Rodolfo Fierro
- Grazia Buccella : Fina
- Herbert Lom (VF : René Fleur) : le Général Victoriano Huerta
- Robert Viharo (VF : Gérard Hernandez) : Urbina
- Frank Wolff (VF : Alain Nobis) : Ramirez
- Diana Lorys : Emilita
- Alexander Knox (VF : Jean-Henri Chambois) : le Président Francisco Madero
- Bob Carricart (VF : Serge Nadaud) : Don Luis
- Andrés Monreal : le Capitaine Herrera
- Fernando Rey (VF : Louis Arbessier) : Fuentes